# Fenolftaleină
Fenolftaleina este o substanță chimică care se prezintă sub formă de cristale albe incolore, solubile în alcooli (metanol, etanol, propanol, izopropanol etc.) și mai puțin solubile în apă. Se folosește, în special, ca indicator de pH la titrări. În trecut era folosit în medicină ca purgativ/laxativ și ca indicator de hemoglobină (testul Kastle-Meyer). 

## Sinteză
Fenolftaleina poate fi sintetizată prin condensarea anhidridei ftalice cu două molecule de fenol în prezență de H2SO4 concentrat. Reacția poate fi catalizată și de un amestec de clorură de zinc și clorură de tionil.

## Culoare
În mediu acid există sub forma lactonică cu carbonul scheletului triarilmetanic hibridizat sp3, cu electronii neparticipanți la conjugarea cu nucleele aromatice.Sub acțiunea soluțiilor alcaline are loc transformarea în sare disodică , de culoare roșie, cu structură chinonică. Carbonul este hibridizat sp2, ca urmare are loc o conjugare cu nucleele aromatice, conjugarea asigurând astfel stabilitatea culorii.Excesul de soluție puternic alcalină determină distrugerea structurii și dispariția culorii. În această etapă, fenolftaleina trece în structura carbinolică (deoarece se obține un alcool numit carbinol) și se revine la hibridizarea sp3 a carbonului central.
| Formele indicatorului | In            | H2In    | In2−     | In(OH)3−         |
| Structură             |               |         |          |                  |
| Model                 |               |         |          |                  |
| pH                    | < 0           | 0−8.2   | 8.2−10.0 | > 10.0           |
| Condiții              | puternic acid | acid    | alcalin  | puternic alcalin |
| Culoare               | portocaliu    | incolor | roz      | incolor          |
| Foto                  |               |         |          |                  |

## Utilizare
- Medicină ca laxativ, actualmente nu se mai utilizează datorită potențialului cancerigen
- Testul Kastle-Meyer pentru evidențierea sângelui.
- În titrimetrie , alături de derivații săi: Eozina, Timolftaleina, Fluoresceină